# Rankinia diemensis
Genre
Espèce
Synonymes
- Grammatophora muricata diemensis Gray, 1841
- Agama caelaticeps Smith, 1849
- Rankinia boylani Wells & Wellington, 1983

Statut de conservation UICN

 LC  : Préoccupation mineure
Rankinia diemensis, unique représentant du genre Rankinia, est une espèce de sauriens, de la famille des Agamidae.
Le nom du genre, Rankinia, est un hommage à l'herpétologiste australien Peter Rankin,. Le nom de l'espèce, diemensis, fait référence à la Terre de Van Diemen (c'est-à-dire la Tasmanie), où l'espèce a été découverte.

## Répartition
Cette espèce est endémique d'Australie. Elle se rencontre au Victoria, en Nouvelle-Galles du Sud et en Tasmanie.

## Description
Cet agame vit dans des zones sèches et arborées. Ils sont ovipares et se nourrissent de petits arthropodes (dont des fourmis).

### Publications originales
- Gray, 1841 : Description of some new species and four new genera of reptiles from Western Australia, discovered by John Gould, Esq. Annals and Magazine of Natural History, sér. 1, vol. 7, p. 86-91 (texte intégral).
- Wells & Wellington, 1984 "1983" : A synopsis of the class Reptilia in Australia. Australian Journal of Herpetology, vol. 1, no 3/4, p. 73-129 (texte intégral).